# FM Волос Вероники
FM Волос Вероники (лат. FM Comae Berenices), HD 107131 — одиночная переменная звезда** в созвездии Волос Вероники на расстоянии приблизительно 282 световых лет (около 86,4 парсек) от Солнца. Видимая звёздная величина звезды — от +6,48m до +6,4m. Возраст звезды определён как около 759 млн лет.

## Характеристики
FM Волос Вероники — белая пульсирующая переменная звезда типа Дельты Щита (DSCTC) спектрального класса A5-A7mIV-V, или A7V, или A6IV-V/A4IV-V, или A6:IV-Vmv, или A6V, или A5V, или A3-A7, или A3. Масса — около 1,999 солнечной, радиус — около 2,1 солнечного, светимость — около 15,136 солнечной. Эффективная температура — около 7911 K.

## Планетная система
В 2019 году учёными, анализирующими данные проектов HIPPARCOS и Gaia, у звезды обнаружена планета HIP 60066 b.